# Wilhelm Wimmer (Redakteur)
Wilhelm Wimmer (* 18. Mai 1899 in Essen-Dellwig; † 13. Mai 1953 in Essen) war ein deutscher Kaufmann, Redakteur, Herausgeber und Gründer der Borbecker Nachrichten, Gewerkschaftssekretär und Politiker.

## Leben und Wirken
Geboren 1899 als Sohn eines Bergmannes besuchte Wilhelm Wimmer die Volksschule und absolvierte im Anschluss eine kaufmännische Lehre in einem Lebensmittelgeschäft. Wimmer war Kriegsteilnehmer im Ersten Weltkrieg und Träger des Eisernen Kreuzes II. Klasse. Nach Rückkehr aus dem Krieg begann er eine Tätigkeit im Steinkohlenbergbau auf Zeche Christian Levin. Zudem besuchte er Kurse der städtischen Abendschule. 
Der Gewerkschaftsführer Heinrich Imbusch gewann Wimmer als Mitarbeiter im Gewerkverein Christlicher Bergarbeiter. Daraufhin absolvierte er eine Ausbildung zum Gewerkschaftssekretär. Des Weiteren  war er im schlesischen Bergrevier tätig.
1924 begann er als Redakteur an Zeitungen in Werne und Lüdinghausen. In Lüdinghausen wurde 1926 sein Sohn Walter Wimmer geboren, der mit seinem Bruder Franz-Josef die später vom Vater gegründeten Borbecker Nachrichten übernahmen. Ab 1927 arbeitete Wilhelm Wimmer als Redakteur beim Essen-Borbecker Lokalanzeiger. 1932 kehrte er als Kaufmann in den Lebensmitteleinzelhandel zurück.
1945 gehörte er zu den Mitbegründern der CDU in Essen-Borbeck-Dellwig. Folglich war er zwischen 1946 und 1952 Vorsitzender des Bürgerausschusses Essen-Borbeck.
Im April 1949 erschienen erstmals die von ihm gegründeten Borbecker Nachrichten, die er auf Anstoß seines Sohnes Walter als lokale Wochenzeitung herausbrachte. Nach seinem Tode 1953 übernahmen die Söhne das Blatt, das zeitweise zur auflagenstärksten lokalen Wochenzeitung in Deutschland wurde.
Wilhelm Wimmer wurde auf dem katholischen Friedhof in Essen-Dellwig beigesetzt.